# أرنولد دنكر
أرنولد دنكر Arnold Denker (ولد في 20 فبراير 1914 – ومات في 2 يناير 2005) لاعب شطرنج أمريكي يحمل لقب أستاذ كبير.

## ألقاب
- منحه الاتحاد الأمريكي للشطرنج لقب «عميد الشطرنج الأمريكي».

## إنجازات
- فاز ببطولة الولايات المتحدة للشطرنج عام 1944 و1946.

## روابط خارجية
- أرنولد دنكر على موقع مباريات الشطرنج (الإنجليزية)
- أرنولد دنكر على موقع 365Chess.com (الإنجليزية)
- أرنولد دنكر على موقع Chesstempo.com (الإنجليزية)
- أرنولد دنكر على موقع الاتحاد الأمريكي للشطرنج (الإنجليزية)